# Zámiš (Třebíč)
Zámiš je rybník v okrese Třebíč. Nachází se asi 3 km severozápadně od centra Třebíče. Je velký přibližně tři hektary. Jde o nejzápadnější, nejsevernější a největší rybník ze soustavy sedmi rybníků na Týnském potoce – dále k ní patří dva bezejmenné rybníky, Týnský rybník, Hladový rybník, Vodovodní rybník a Baba. V okolí rybníka se nacházejí dvě zahrádkářské kolonie – U Zámiše I a U Zámiše II. 
Rybník existoval již v 19. století (německy se nazýval Zamiesch Teich) a sloužil k zásobování Třebíče vodou.
U Zámiše žije mnoho druhů ptactva, jako např. čírka modrá, hohol severní, husa velká, kachna divoká, kopřivka obecná, polák chocholačka, polák velký, potápka malá, kormorán velký, čáp bílý, lyska černá, bekasina otavní, kulík říční a konipas bílý.
V rámci dostavby okruhu a sportovního areálu bude muset být nejspíš instalován takzvaný žabochod.

## Sportovní okruh
V říjnu roku 2020 zde byl otevřen 3,5 km dlouhý sportovní okruh.  V roce 2023 a 2024 byly postupně vysázeny stromy u sportovního okruhu.